# Guanqiu Xiu
En aquest nom xinès, el cognom és Guanqiu.
Guanqiu Xiu va ser un oficial de Wei durant el període dels Tres Regnes de la Xina. Xiu era el germà menor de Guanqiu Jian. Xiu també va estar involucrat en la revolta de Jian. Després de la derrota de Wen Qin, això no obstant, durant aquest conflicte, Xiu va fugir juntament amb el seu germà cap al Regne de Wu.

## Informació personal
- Germà
  - Guanqiu Jian （毌丘儉）
- Nebots
  - Guanqiu Dian （毌丘甸）
  - Guanqiu Xun （毌丘旬）